# Alexandre José Maria dos Santos
 Alexandre José Maria dos Santos, O.F.M., (Zavala, 18 de març de 1924 – 29 de setembre de 2021) fou un cardenal moçambiquès de l'Església Catòlica, que serví com a arquebisbe de Maputo. Va ser el primer moçambiquès en rebre el capel cardenalici.
El cardenal dos Santos rebé l'ordenació presbiteral el 25 de juny de 1953, sent consagrat bisbe el 9 de març de 1975 pel cardenal Agnelo Rossi. Arquebisbe de Lourenço Marques des del 23 de desembre de 1974 al 18 de setembre de 1976; el mateix dia, després del canvi de nom de la seva seu, esdevingué el primer arquebisbe de Maputo. Va mantenir aquest encàrrec pastoral fins al 22 de febrer de 2003, quan va ser succeït per Francisco Chimoio. El papa Joan Pau II el promogué a la dignitat cardenalícia al consistori del 28 de juny de 1988. Va participar en el conclave de 2005, on s'escollí el Papa Benet XVI.